# Daniel Lozakovich
Daniel Lozakovich (* 2002 in Stockholm) ist ein schwedischer Geiger.

## Leben
Daniel Lozakovich erhielt seinen ersten Geigenunterricht im Alter von sieben Jahre. Zwei Jahre später gab er sein Konzertdebüt mit den Moscow Virtuosi unter Vladimir Spivakov. 2012 begann er ein Studium bei Josef Rissin an der Hochschule für Musik Karlsruhe mit einem Master-Abschluss 2021. Seit 2015 wird er künstlerisch von Eduard Wulfson (* 1953) betreut. Ab 2016 stand er bei der Deutschen Grammophon unter Vertrag. 2024 unterzeichnete er einen Exklusiv-Vertrag mit Warner Classics.
Lozakovich spielte mit führenden internationalen Orchestern zusammen, wie dem BBC Symphony Orchestra, Orchestre de la Suisse Romande, Orchestre National du Capitole de Toulouse, Gothenburg Symphony Orchestra, Orchestra Sinfonica Nazionale della Rai, Orchester der Komischen Oper Berlin, Philadelphia Orchestra, Pittsburgh Symphony Orchestra, Philharmonisches Orchester Helsinki, Royal Concertgebouw Orchestra sowie mit Dirigenten wie Semyon Bychkov, Neeme Järvi, Klaus Mäkelä, Andris Nelsons, Vasily Petrenko, Lahav Shani, Leonard Slatkin, Nathalie Stutzmann und Robin Ticciati. Zu seinen Kammermusikpartnern gehören Emanuel Ax, Sergei Babayan, Khatia Buniatishvili, Renaud Capuçon, Seong-Jin Cho, Martin Fröst, Daniel Hope, Shlomo Mintz, Mikhail Pletnev oder Maxim Vengerov.

## Instrumente
Lozakovich spielt zur Zeit Geigen von Stradivari: die Stradivari »ex-Baron Rothschild« als Leihgabe von Reuning & Son (Boston)/Eduard Wulfson, die Stradivari Le Reynier (1727) oder die „ex-Sancy“ von 1713 (Leihgabe von Moët Hennessy/Louis Vuitton).

## Preise (Auswahl)
- 2016: Gewinner des internationalen Vladimir Spivakov-Wettbewerbs.[5]
- 2017: Young Artist of the Year beim Festival der Nationen[6]